# Comté de Bogan
Pour les articles homonymes, voir Bogan (homonymie).
Le comté de Bogan (en anglais : Bogan Shire) est une zone d'administration locale située dans l'État de Nouvelle-Galles du Sud en Australie, dont le siège est Nyngan.

## Géographie
Le comté s'étend sur 14 611 km2 dans la région d'Orana au nord de la Nouvelle-Galles du Sud. Il est traversé par la Mitchell et par la Barrier Highway. Il comprend la ville de Nyngan, ainsi que les localités de Bobadah, Coolabah, Girilambone et Hermidale.

## Histoire
Le comté est créé le 7 mars 1906. Le 1er janvier 1972, la municipalité de Nyngan lui est rattachée.

## Démographie
| 2001  | 2006  | 2011  | 2016  | 2021  |
| ----- | ----- | ----- | ----- | ----- |
| 3 083 | 2 883 | 2 900 | 2 692 | 2 467 |

## Politique et administration

### Administration locale
Le conseil est formé de neuf membres élus au scrutin proportionnel pour un mandat de quatre ans, qui à leur tour élisent le maire. À la suite des élections du 4 décembre 2021, puis du 14 septembre 2024, le conseil est formé de neuf indépendants.

### Liste des maires
| Période          | Période       | Identité   | Étiquette   | Qualité |
| ---------------- | ------------- | ---------- | ----------- | ------- |
| septembre 2016   | décembre 2021 | Ray Donald | Indépendant |         |
| 24 décembre 2021 | en fonction   | Glen Neill | Indépendant |         |

### Circonscriptions électorales
La zone est rattachée à la circonscription de Parkes pour les élections fédérales et à celle de Barwon pour les élections à l'Assemblée législative de Nouvelle-Galles du Sud.